# Novomučedníci ukrajinští
27 blahoslavených novomučedníků ukrajinských je skupina světců, kteří zemřeli buď v německých koncentračních táborech za druhé světové války, nebo během pronásledování katolické církve sovětským komunistickým režimem. Většina z novomučedníků byla věřícími Ukrajinské řeckokatolické církve, pouze dva byli katolíci Ruské řeckokatolické církve. Blahořečil je papež sv. Jan Pavel II. během své návštěvy Ukrajiny na stadiónu ve Lvově dne 27. června 2001. Jejich liturgická oslava je stanovena na 27. června.

## Seznam ukrajinských novomučedníků
| Č.  | Jméno                           | Data      | funkce                                        | Okolnosti úmrtí                                                               |
| --- | ------------------------------- | --------- | --------------------------------------------- | ----------------------------------------------------------------------------- |
| 1.  | Leonid Fjodorov                 | 1879-1935 | exarcha Ruské řeckokatolické církve           | zemřel v gulagu na ostrovech Solovky                                          |
| 2.  | Mykola Konrad                   | 1876-1941 | kněz Ukrajinské řeckokatolické církve         | zavražděn bolševiky ve své farnosti                                           |
| 3.  | Volodymyr Pryjma                | 1906-1941 | laik, otec rodiny                             | zavražděn bolševiky                                                           |
| 4.  | Andryj Iščak                    | 1887-1941 | kněz Ukrajinské řeckokatolické církve         | zavražděn bolševiky ve své farnosti                                           |
| 5.  | Severjan Baranyk OSBM           | 1889-1941 | igumen kláštera                               | zemřel ve vězení                                                              |
| 6.  | Jakym Seňkivskyj OSBM           | 1896-1941 | igumen kláštera v Drohobyči                   | zemřel ve vězení                                                              |
| 7.  | Zynovij Kovalyk CSSR            | 1903-1941 | kněz, řeholník a farář                        | zemřel ve vězení, ukřižovaný na zeď věznice                                   |
| 8.  | Omeljan Kovč                    | 1884-1944 | kněz                                          | zemřel v koncentračním táboře Majdanek                                        |
| 9.  | Tarsykija Mačkiv SAMI           | 1919-1944 | řeholnice                                     | zavražděna Rusy během obsazování kláštera                                     |
| 10. | Hryhorij Chomyšyn               | 1867-1945 | eparcha ve Stanislavivi                       | zemřel ve vězení                                                              |
| 11. | Vitalij Bajrak OSBM             | 1907-1946 | igumen kláštera v Drohobyči                   | zemřel ve vězení                                                              |
| 12. | Teodor Romža                    | 1911-1947 | eparcha mukačevské eparchie                   | oběť zinscenované "nehody", pak otrávený NKVD                                 |
| 13. | Josafat Kocylovskij OSBM        | 1876-1947 | eparcha v Přemyšli                            | zemřel ve vězení                                                              |
| 14. | Nykyta Budka                    | 1877-1949 | pomocný biskup Lvově                          | zemřel v koncentračním táboře Karaganda                                       |
| 15. | Roman Lysko                     | 1914-1949 | kněz Ukrajinské řeckokatolické církve         | zemřel ve vězení (zazděn zaživa)                                              |
| 16. | Hryhorij Lakota                 | 1883-1950 | pomocný biskup v Přemyšli                     | zemřel ve vězení                                                              |
| 17. | Mykola Cehelskyj                | 1896-1951 | kněz Ukrajinské řeckokatolické církve         | zemřel v gulagu v Mordvinsku                                                  |
| 18. | Klymentij Kazymyr Šeptyckyj MSU | 1869-1951 | igumen kláštera v Univu                       | zemřel ve vězení                                                              |
| 19. | Olimpia Bida CSSJ               | 1903-1952 | řeholnice, představená kláštera               | zemřela v gulagu v Charsku u Tomska na Sibiři                                 |
| 20. | Laurencie Harasymiv CSSJ        | 1911-1952 | řeholnice                                     | zemřela v gulagu v Charsku u Tomska na Sibiři                                 |
| 21. | Ivan Zjatyk CSSR                | 1899-1952 | generální vikář                               | zemřel v gulagu Ozerlag                                                       |
| 22. | Petro Werhun                    | 1890-1957 | biskup pro ukrajinské řeckokatolíky v Německu | zemřel v gulagu na Sibiři                                                     |
| 23. | Mykolaj Čarneckyj CSSR          | 1884-1959 | exarcha ve Volyni a Podlesí                   | vězněn a mučen 11 let, zemřel s podlomeným zdravím čtyří roky po propuštění   |
| 24. | Aleksy Zaryckyj                 | 1912-1963 | kněz Ukrajinské řeckokatolické církve         | zemřel v koncentračním táboře Karaganda                                       |
| 25. | Simeon Lukač                    | 1893-1964 | biskup ukrajinské podzemní církve             | zemřel ve vězení                                                              |
| 26. | Vasyl Velyčkovskyj CSSR         | 1903-1973 | eparcha tajné církve                          | po 13 letech vězení zemřel v kanadském exilu v důsledku nalomeného zdraví     |
| 27. | Ivan Slezjuk                    | 1896-1973 | pomocný biskup ve Stanislavivi                | čtyři roky ve vězení, pět let v gulagu, zemřel vyčerpáním při svém osvobození |